# Idiodes introducta
Idiodes introducta là một loài bướm đêm trong họ Geometridae.